# Aitor Díaz
Aitor Díaz Chans, defensa gallego que milita en el Alondras CF, actualmente en el Grupo 1 de la Tercera división española.

## Biografía
Nacido en el Hospital Montecelo, Pontevedra, a las 20:15 horas (España) el 16 de abril de 1986. Mide 1'81m y pesa 75 kg.
Actualmente vive en Marín.

## Trayectoria deportiva
Se formó en las Escuelas Deportivas del Porvir y estuvo en el equipo de su localidad natal hasta la categoría cadete, momento en el que dio el salto y fichó por el Pontevedra CF. Desde entonces perteneció a la disciplina granate, siendo parte importante del éxito del equipo juvenil que consiguió el ascenso a la División de Honor y que consiguió un brillantísimo segundo puesto en dicha categoría un año más tarde. Durante varios años realizó la pretemporada con el primer equipo y entrando en alguna convocatoria, como en la temporada 2004-05, en la que viajó con el Pontevedra CF a Éibar para disputar un partido de Segunda División.
En la temporada 2005-06 se fue al Portonovo SD en calidad de cedido por el Pontevedra CF y con el conjunto arlequinado completó una brillante temporada, convirtiéndose en una de las revelaciones del fútbol gallego. Pronto fueron varios los equipos que preguntaron por él, como el Deportivo de La Coruña. En verano de 2006 llegó a un acuerdo con el Real Murcia Club de Fútbol para entrenar con el primer equipo y jugar con el filial en Tercera División, aunque poco después de su llegada al conjunto pimentonero, optó por regresar a Pontevedra. Durante la temporada 2006-07 jugó con el filial del Pontevedra CF en Regional Preferente, siendo uno de los fijos en la defensa y convirtiéndose en capitán del equipo, con el que acabaría consiguiendo el ascenso a la Tercera División. Consiguió tener ficha con el primer equipo y luchó por un puesto en el centro de la zaga, intentando seguir los pasos de su padre, Andrés Díaz, que también militó hace años en el Pontevedra CF. Posteriormente fichó por el Cerceda de la Tercera División gallega.
Actualmente milita en el Alondras CF, siendo el capitán del equipo y disputando la fase de ascenso a Segunda División B dos temporadas consecutivas.
- Datos: Q8192386